# 1157
1157 (MCLVII) je bilo navadno leto, ki se je po julijanskem koledarju začelo na torek.

## Dogodki

### Evropa
- 5. februar - Umre meissenški in lužiški mejni grof Konrad Veliki. Mejni grofiji podedujeta sinova Oton II. (Meissen) in Teodor I.
- 15. maj - Umrlega velikega kijevskega kneza in ustanovitelja Moskve Jurija Dolgorokega nasledi Izjaslav III.
- julij - Bitka pri Eweloju: angleški kralj Henrik II. izvede neuspešno invazijo na severni Wales. Odpor vodi Owain ap Gruffydd, valižanski kralj žepnega kraljestva Gwynedd, ki mu z uspešnimi in hitrimi manevri uspe premagati deset krat številčnejše angleške nasprotnike. Kralj Henrik II. je v bitki skoraj ubit. ↓
- → Nekoliko bolj uspešen je kralj Henrik II. na severu Anglije, kjer "prepriča" škotskega kralja Malcolma III., da Angliji vrne Northumbrijo, Westmorland in Cumbrijo, ki se je polastil njegov ded David I. med angleško Anarhijo.
- poletje - Sicilski kralj Vilijem I. vodi plenilski pomorsko odpravo proti bizantinskim otokom v Egejskem morju. To ali naslednje leto opleni še Ibizo na Balearih.

- 5. avgust - Umrlega holandskega grofa Dirka VI. nasledi sin Florijan III.
- 9. avgust - Krvava gostija pri Roskildu: na spravni pogostitvi je v zaroti ubit danski sokralj Knut V., ki je vladal Zealandu. Krvnik je prireditelj gostije, drugi sokralj Sven III., ki je načrtoval umora svojih dveh bratov in sokraljev. Tretji sokralj Valdemar I. ranjen pobegne. Uboju se izogne tudi Valdemarjev prijatelj, kasnejši svetovalec, Absalon. 1158 →
- 16. avgust - Kljub temu, da je aragonski kralj Ramiro II. abdiciral že 1137←, je še vedno obdržal kraljevski naziv. Z njegovo smrtjo se ta prenese na njegovo hči Petronilo Aragonsko, de facto, ne pa tudi iure uxoris (po njegovi soprogi) pa še na njenega soproga barcelonskega grofa Rajmonda Berengarja IV., ki po nazivu ostane zgolj grof.
- 21. avgust - Alfonz VII. Kastiljski razdeli špansko kraljestvo med svoja sinova: kraljevini Leon in Galicija dobi Ferdinand II.; kraljevini Kastilija in Toledo dobi Sančo III.. Naziv "Cesar vse Španije" (Imperator totius Hispaniae) je ukinjen.
- 3. oktober - Ustanovitev Marke Brandenburg: prvi mejni grof Brandenburga Albert Medved iz hiše Askanijcev je z nasilno in uspešno križarsko vojno proti slovanskim in poganskim Havelijcem (Vendom) vključil novo osvojena ozemlja v Marko Brandenburg. Premagane in preživele Havelijce asimilirajo nemški naseljenci.
- 23. oktober - Bitka pri Grathe Hede: med pobegom z bojišča je ubit danski sokralj Sven III.. Zmagovalec in s tem edini danski kralj je Valdemar I., ki začne z obnovo od državljanske vojne uničene Danske.
- oktober - Deželni zbor v Besançonu (Grofija Burgundija, Sveto rimsko cesarstvo): nemški kancler prevede pismo papeža Hadrijana IV. naslovljeno na rimsko-nemškega cesarja Friderika I. Barbarosso tako da v sicer neobremenjujočem pismu izgleda, kot da je cesar Friderik papežev vazal. Friderik Barbarossa se začne pripravljati na drugo italijansko odpravo. 1158 ↔
- Norveškemu sokralju Ingu I. uspe umoriti še drugega brata-sokralja Eysteina II.. Kljub temu mu ne uspe združiti Norveške, saj se podporniki ubitih bratov-sokraljev združijo pod zastavo Hakona II., sina  dve leti poprej ubitega sokralja Sigurda Munna.
- Angleški kralj Henrik II. podeli posebne pravice trgovcem v mestu Lincoln, ki je središče predilne industrije.

### Azija
- 12. januar - Obleganje Bagdada: v razpadajočem imperiju Seldžukov si abasidski kalifi, ki so bili dolgo časa marionete v rokah Seldžukov, povrnejo oblast vsaj v prestolnici, Bagdadu. Seldžuški sultan Mehmed II. si na vse kriplje prizadeva obnoviti oblast nad Abasidi v prestolnici in prične z obleganjem Bagdada. ↓
- → Abasidski kalif Al-Muktafi za obrambo mesta osnuje ljudske milice, ki kljub premoči in tehnični opremljenosti nasprotnika vztrajno odbijajo vse napade.
- februar - Jeruzalemski kralj Baldvin III. po treh mesecih prekrši mirovni sporazum s sirskim vladarjem Nur ad-Dinom. Blizu trdnjave Banias na Golanski planoti, ki je bila v fevdu konstabla Onfroyja II. Toronskega, napade turške nomade.↓
- 26. april → v povračilo sirski vladar Nur ad-Din oblega trdnjavo Banias.
- 8. maj - Po smrti seldžuškega horasanskega sultana Ahmeda Sandžarja Horasan (oziroma seldžuška osrednja Azija) zapade v kaos. Priložnost zagrabi mameluška dinastija Horezmijcev.

- junij - Obleganje Baniasa: ker mu z juga  z vojsko zagrozi jeruzalemski kralj Baldvin III. se Nur ad-Din odvrne od obleganja in iz zasede porazi jeruzalemsko vojsko pri prehodu čez reko Jordan.
- 19. junij - Po razpustitvi jeruzalemske vojske pade v novo Nur ad-Dinovo zasedo še oddelek osemdesetih templarjev, ki jih vodi sam veliki mojster Bertrand de Blanquefort.
- 3. julij - Ko seldžuški veliki sultan Mehmed II. izve, da njegov brat kuje zaroto proti njemu, zaključi z obleganjem Bagdada. Abasidi ponovno postanejo (lokalna) politična sila in ohranijo oblast v mestu do uničenja s strani Mongolov (→ 1258).
- 12. avgust - Uničevalen potres v Siriji, ki razruši predvsem mesti Hama in Shaizar. Po nenavadnem spletu okoliščin umre v potresu vsa družina lokalnega emirja in nadzor nad porušenim Shaizarjem prevzamejo Asasini. ↓
- → Konec leta jeruzalemski kralj Baldvin III. vodi invazijo nad Sirijo, s severa se mu pridruži antioški knez in pustolovec Rejnald Chatillonski. Cilj odprave je v potresu razrušeni Shaizar. 1158 ↔
- Dinastija Jin: cesar Hailingwang disciplinira uporno džurčensko plemstvo, ki se noče preseliti iz stare prestolnice Huining v novo Peking. Da misli resno, jim požge palače.

### Afrika
- Almohadi napredujejo z osvajanjem italonormanske Kraljevine Afrike (Regno d'Africa).

## Rojstva
- 25. marec - Alfonz II., aragonski kralj († 1196)
- 8. september:
  - Rihard Levjesrčni, angleški kralj, normandijski vojvoda († 1199)
  - Aleksander iz Neckhama, angleški avguštinski menih, slovničar, teolog in filozof  († 1217)
- Adolf iz Altene, kölnski nadškof († 1220)
- Leopold V., avstrijski vojvoda († 1194)
- Eystein Meyla, norveški protikralj († 1177)
- Tereza Portugalska, flandrijska grofica († 1218)

## Smrti
- 5. februar - Konrad I., mejni grof Meissena, itd. (* 1098)
- 8. maj - Ahmad Sandžar, seldžuški sultan (* 1085)
- 15. maj - Jurij Dolgoroki, veliki kijevski knez (* 1099)
- 5. avgust - Dirk VI., holandski grof (* 1114)
- 9. avgust - Knut V., danski sokralj (* 1129)
- 16. avgust - Ramiro II., aragonski kralj in menih (* 1075)
- 21. avgust - Alfonz VII., kastiljski kralj (* 1105)
- 23. oktober - Sven III., danski kralj (* 1125)
- Eystein II., norveški kralj (* 1125)